# Trừu tượng toán học
Trừu tượng hóa trong toán học là quá trình rút ra bản chất cơ bản của một khái niệm toán học, loại bỏ bất kỳ sự phụ thuộc nào vào các đối tượng trong thế giới thực mà nó có thể được kết nối ban đầu và khái quát hóa nó để nó có các ứng dụng rộng hơn hoặc phù hợp với các mô tả trừu tượng khác về các hiện tượng tương đương. Hai trong số các lĩnh vực trừu tượng nhất của toán học hiện đại là lý thuyết phạm trù và lý thuyết mô hình.

## Miêu tả
Nhiều lĩnh vực toán học bắt đầu với việc nghiên cứu các vấn đề trong thế giới thực, trước khi các quy tắc và khái niệm cơ bản được xác định và định nghĩa là các cấu trúc trừu tượng. Ví dụ, hình học có nguồn gốc từ việc tính toán khoảng cách và diện tích trong thế giới thực; đại số bắt đầu với các phương pháp giải các bài toán trong số học.
Trừu tượng là một quá trình liên tục trong toán học và sự phát triển lịch sử của nhiều chủ đề toán học thể hiện một sự tiến bộ từ cụ thể đến trừu tượng. Lấy sự phát triển lịch sử của hình học làm ví dụ; Những bước đầu tiên trong sự trừu tượng của hình học đã được người Hy Lạp cổ đại thực hiện, với tác phẩm Cơ sở của Euclid là tài liệu đầu tiên về các tiên đề của hình học phẳng - mặc dù Proclus đã kể về một tiên đề trước đó của Hippocrates thành Chios. Vào thế kỷ 17, Descartes đã giới thiệu tọa độ Descartes cho phép phát triển hình học giải tích. Các bước tiếp theo về sự trừu tượng hóa đã được thực hiện bởi lobachevsky, Bolyai, Riemann và Gauss, người đã khái quát các khái niệm về hình học để phát triển hình học phi Euclide. Sau này vào thế kỷ 19, các nhà toán học đã khái quát hóa hình học hơn nữa, phát triển các lĩnh vực như hình học theo n chiều, hình học xạ ảnh, hình học affine và hình học hữu hạn. Cuối cùng, "chương trình Erlangen" của Felix Klein đã xác định chủ đề cơ bản của tất cả các hình học này, xác định mỗi trong số chúng là nghiên cứu về các tính chất bất biến theo một nhóm đối xứng nhất định. Mức độ trừu tượng này cho thấy các kết nối giữa hình học và đại số trừu tượng.